# 1080° Snowboarding
1080° Snowboarding (テン・エイティ　スノーボーディング, Ten Eiti Sunōbōdingu) é um jogo eletrônico de snowboard desenvolvido pela Nintendo Entertainment Analysis & Development e publicado pela Nintendo em 1998. No jogo, o jogador controla um dos cinco snowboarders jogáveis a partir de uma perspectiva em terceira-pessoa, usando uma combinação de botões para pular e realizar manobras através de oito estágios e seis modos de jogo diferentes.
1080° foi anunciado em 21 de novembro de 1997 e desenvolvido durante nove meses. Em geral, obteve aclamação da crítica, ganhando o prêmio Interactive Achievement Award da Academy of Interactive Arts and Sciences. 1080° vendeu mais de um milhão de unidades e obteve uma sequência, 1080° Avalanche, que foi lançada em 28 de novembro de 2003 para o Nintendo GameCube. O jogo original foi relançado para o Virtual Console do Wii cinco anos depois.

## Jogabilidade

Captura de tela do modo match race em 1080° Snowboarding.

O jogador controla um snowboarder em um de seis modos: existem dois modos de manobra (trick attack e contest), três modos de corrida (race, time attack, e multijogador), um modo de treino, e um modo de opções. O objetivo do jogo é chegar rapidamente na linha de chegada ou receber o maior número de pontos por combinações de manobras.
Nos modos de manobra, os jogadores acumulam pontos por completar as manobras. O modo trick attack exige que os jogadores realizem uma série de manobras através de um determinado estágio. Já no modo contest, os jogadores realizam manobras e deslizam sobre bandeiras para ganharem pontos. O jogo apresenta 25 manobras; cada uma delas é realizada ao usar uma combinação das posições circulares do analógico do controle, o botão R, o botão Z e o botão B; os pontos são calculados com base na complexidade e duração da manobra. Os dois tipos de manobras são as manobras grab, em que a prancha é agarrada de uma maneira específica, ou manobras spin, na qual o snowboarder gira a prancha em um certo número de graus. Para ser efetuado o giro de 1080 graus, são necessárias nove ações, mais do qualquer outra manobra no jogo.
1080° tem três modos de corrida; nestes modos, a vitória pode ser alcançada ao tomar rotas alternativas ao longo do percurso e balançando o snowboarder após um pulo para evitar a perda de velocidade. Manobras são pontuadas nos modos de corrida, mas não contam nada para a vitória. No modo match race, o jogador compete em uma série de corridas contra snowboarders controlados pela inteligência artificial (IA). O jogo cronometra o jogador durante todo o estágio e os jogadores recebem um medidor de danos que se enche quando os snowboarders caem ou são derrubados. O nível de dificuldade nas partidas de corrida podem ser configuradas para fácil, médio ou difícil, ajustando a complexidade e o número de corridas. Se o jogador falhar ao tentar derrotar o competidor IA, ele deverá se retirar. O jogador tem três chances de vencer o computador antes que o jogo acabe.
Os jogadores devem inicialmente escolher entre um dos cinco personagens: dois do Japão, um do Canadá, um dos Estados Unidos ou um do Reino Unido. Cada snowboarder tem habilidades diferentes e é adequado para diferentes estágios e modos, possuindo estatísticas em campos como técnica, velocidade, e peso. Três snowboarders adicionais são desbloqueados ao completar certos estágios e modos do jogo. Oito pranchas estão inicialmente disponíveis para cada personagem, e uma prancha adicional que pode ser desbloqueada mais tarde no jogo. Cada prancha também se destaca em diferentes situações, assim que cada um possui diferentes forças em categorias como balanço e controle de margem.

## Desenvolvimento
1080° foi programado pelos ingleses Giles Goddard e Colin Reed, desenvolvido pela Nintendo Entertainment Analysis & Development e publicado pela Nintendo, e produzido por Shigeru Miyamoto. Goddard e Reed haviam anteriormente programado Wave Race 64.
Enquanto desenvolviam 1080°, Goddard e Reed usaram uma técnica chamada "skinning" para eliminar as juntas entre os polígonos que compunham os personagens. Sua programação usou uma combinação de animação padrão e cinemática inversa, fazendo com que os personagens mudassem sua aparência durante colisões com base no que o personagem colidiu, em que direção colidiu, e em que velocidade ele estava quando ocorreu a colisão. As roupas de Tommy Hilfiger e as pranchas de Lamar aparecem durante todo o jogo como um marketing incorporado. A trilha sonora de 1080°, com "batidas de techno e rappy" e "vocais desprezíveis e desalinhadas" foi composta por Kenta Nagata, que também compôs músicas para Mario Kart 64.
O desenvolvimento de 1080° realizou-se de abril ou maio de 1997 até março de 1998. O lançamento de 1080° foi anunciado em 21 de novembro de 1997 na feira de exposição da Nintendo Space World; até então, o título do jogo era Vertical Edge Snowboarding. Antes do jogo ser lançado, jornalistas puderam jogar 1080° na Nintendo Gamer's Summit de janeiro de 1998. O jogo foi lançado em 28 de fevereiro do mesmo ano no Japão e em 1 de abril na América do Norte. A Nintendo atrasou o lançamento do jogo na Europa com a esperança de turbinar as vendas com o lançamento marcado para o inverno; sendo finalmente lançado em 30 de novembro de 1998 no continente e nas regiões PAL.

## Recepção
Em geral, 1080° foi bem recebido pelos críticos. No Metacritic, atingiu uma pontuação média de 88/100 com base em 14 análises feitas até 2008, indicando "críticas geralmente favoráveis". Em outros mediadores, o jogo atingiu 89,6% no Game Rankings. Foi chamado de "um dos jogos mais estimados em ambos os gêneros de corrida e esporte" pela GameSpot. 1080° manteve-se como líder entre os títulos de snowboard no momento, sendo "tão bom [...] que levou anos até que a gigante produtora Electronic Arts entrar com um título sólido na competição, em um console bem mais poderoso", na forma da série SSX. A revista Edge elogiou-o dizendo que é o jogo eletrônico "mais convincente de experiência numa prancha de snowboard até agora", com uma "atmosfera de sobriedade", ao contrário de qualquer outro jogo da Nintendo até então.
De acordo com alguns críticos, os gráficos do jogo possuíam a melhor qualidade que o Nintendo 64 suportava até o momento. Os críticos geralmente elogiaram os aspectos gráficos do jogo como pureza, detalhe, suavidade, e a falta de falhas de polígonos. Mais especificamente, críticos elogiaram o uso da câmera, o modelo físico "bem sólido", a impressão de velocidade dos corredores, e os efeitos de neve no jogo, como o reflexo do sol na neve quando apropriado, a maciez da neve e a neve acumulada aparecendo e se comportando diferentemente dependendo da ocasião. Erros gráficos apontados pelos críticos incluem "puxadas" rápidas, sombras mal posicionadas, e travamento quando os corredores passavam através de pistas com árvores; apesar de serem geralmente colocados como problemas menores.
Apesar de escrever uma análise positiva, a Edge achou falhas na IA do jogo; eles afirmaram que 1080° sofre de "trapaça" para com os oponentes controlados pela CPU. Eles criticaram a simplicidade e a habilidade da IA de rapidamente se aproximar do jogador perto do fim da corrida; eles também notaram que a IA tomava um "uma rota sempre predeterminada", dando a possibilidade ao jogador de saber quando a IA iria cair, "oferecendo uma oportunidade de ultrapassá-lo [o computador], mas transmitindo pouca satisfação com isso". A revista também declarou que o atraso da versão PAL "é francamente ridícula". Eles acreditavam que, devido à crise de lançamentos dignos da Nintendo, "qualquer título de qualidade provavelmente ficaria no topo de vendas com pouca dificuldade".
A Allgame considerou que o esquema de controle de 1080°, que exige um "alta técnica", é uma dos pontos fortes do jogo, depois da dificuldade inicial. A Computer and Video Games analisou positivamente o esquema de controle, mas discordou de sua dificuldade, notando que "os controles foram tão brilhantemente implementados que você é capaz de jogar perfeitamente bem com apenas um mão no analógico e no botão Z". A GameSpot chamou os controles do jogo de "completamente envolventes" e disse que "o movimento do agachamento — que torna as curvas super apertadas — faz isso ficar divertido de se jogar". A música também foi geralmente elogiada; a IGN chamou-a de "um brilhante exemplo de o que pode ser alcançado no formato" e a Allgame chamou-a de "uma das melhores trilhas sonoras do N64 até então". Os efeitos sonoros de 1080° também foram elogiados. Apesar disso, a Gamebits criticou a trilha sonora como "mínima" e insuficiente".
Em uma análise retrospectiva da Official Nintendo Magazine em 2006, Steve Jaratt comentou que 1080° "ostentou a melhor representação de jogo eletrônico de neve" e complementou com sons "ruidosos". Comentários positivos também foram feitos sobre o manuseio e a qualidade do modo multijogador. Em suma, Jarratt acreditou que "este é um snowboarder direto, de acrobacias livres, rápido e divertido".
1080° Snowboarding é um dos títulos contidos no livro 1001 Video Games You Must Play Before You Die (tradução livre: "1001 jogos eletrônicos que você precisa jogar antes de morrer") de 2010.

## Legado
A PC Data, que calculou as vendas nos Estados Unidos, relatou que 1080° Snowboarding vendeu 817 529 unidades e gerou 40,9 milhões de dólares em receitas no final de 1998. Isso o tornou o sétimo lançamento do Nintendo 64 mais vendido do ano no país. Por fim, 1080° vendeu 1,23 milhão de unidades nos Estados Unidos, e mais de 23 mil no Japão. Em 1999, ganhou o prêmio de Jogo de Esportes para Console do Ano na Academy of Interactive Arts & Sciences. Uma sequência de 1080° Snowboarding, 1080° Avalanche, foi lançada para o Nintendo GameCube em 2003. 1080° Snowboarding foi relançado para o serviço Virtual Console do Wii em 28 de janeiro de 2008 na América do Norte. Wave Race: Blue Storm apresentou personagens de 1080°. Um dos snowboarders de 1080°, Kensuke Kimachi, apareceu como um troféu no jogo Super Smash Bros. Melee. A música de fundo do estágio "Golden Forest" está presente em Super Smash Bros. Brawl.